# The Texan (film, 1930)
Pour les articles homonymes, voir The Texan.
Pour plus de détails, voir Fiche technique et Distribution.
The Texan est un film américain réalisé par John Cromwell, sorti en 1930.

## Synopsis
Llano Kid, un jeune hors-la-loi dont la tête est mise à prix, participe à une partie de poker, au cours de laquelle il remarque qu'un autre joueur triche. Lorsqu'il le démasque, il se trouve obligé de le tuer en légitime défense. Le Kid est alors poursuivi par le shérif local, qui jure de le retrouver un jour.
Plus tard, il rencontre dans un train Thacker, un avocat véreux qui lui propose de jouer le rôle d'Enrique, le fils disparu de Señora Ibarra, une riche mexicaine, dans le but d’accaparer son or. Les deux hommes embarquent alors pour la petite ville de Buenas Tierras, où se trouve l'hacienda des Ibarra. Avec ses connaissances en espagnol et un tatouage identique à celui d'Enrique, il trompe la señora. Mais, d'une part, il tombe amoureux de sa "nièce" Consuelo et, d'autre part, il est conquis par l'affection que lui porte sa "mère". Il songe à renoncer au plan établi avec Thacker. Lorsqu'il découvre qu'Enrique est en fait le jeune homme qu'il a tué lors de la partie de poker, il décide d'abandonner complètement. De rage, Thacker s'organise pour voler l'or néanmoins.
Pendant ce temps, le shérif Brown est arrivé à Buenas Tierras, en suivant la piste du Llano Kid. Il attend la nuit pour l'appréhender mais, lors de l'attaque par les hommes de Thacker, ce dernier est tué et le Kid est blessé. Ayant compris le vrai caractère du Kid, Brown change d'avis, fait passer Thacker pour le Kid qu'il déclare alors mort, et laisse le nouvel Enrique vivre avec sa nouvelle famille.

## Fiche technique
- Titre original : The Texan
- Réalisation : John Cromwell
- Assistant : Henry Hathaway
- Scénario : Daniel Nathan Rubin, d'après la nouvelle The Double-Dyed Deceiver d'O. Henry
- Costumes : Eugene Joseff
- Photographie : Victor Milner
- Son : Harry Lindgren
- Montage : Verna Willis
- Production associée : Hector Turnbull
- Société de production : Paramount Publix Corporation
- Société de distribution : Paramount Pictures
- Pays d'origine :  États-Unis
- Langue originale : anglais
- Format : noir et blanc — 35 mm — 1,20:1 — son Mono (Western Electric Sound System)
- Genre : Western
- Durée : 79 minutes
- Date de sortie :
  - États-Unis : 10 mai 1930

## Distribution
- Gary Cooper : Enrique, alias Quico, le « Llano Kid »
- Fay Wray : Consuelo
- Emma Dunn : Señora Doña Marguerita Ibarra
- Oscar Apfel : Thacker
- James A. Marcus : Shérif John Brown
- Donald Reed : Nick Ibarra
- Soledad Jiménez : la duègne
- Veda Buckland : Mary
- César Vanoni : Pasquale
- Ed Brady : Henry
- Enrique Acosta : Sixto
- Romualdo Tirado : le cocher
- Yakima Canutt : un cow-boy

## Bande originale
Chico et To Hold You : paroles de L. Wolfe Gilbert, musique d'Abel Baer

## Autour du film
- Ce film est le remake de Le Remplaçant (A Double-Dyed Deceiver) (1920), réalisé par Alfred E. Green, avec Jack Pickford et Marie Dunn.
- Il a fait aussi l'abjet d'un remake, The Llano Kid (1939), réalisé par Edward D. Venturini, avec Tito Guizar et Gale Sondergaard